# 梅德霍弗登海崖
72°1′S 3°18′E / 72.017°S 3.300°E
梅德霍弗登海崖，是南極洲的海崖，位於毛德皇后地的瑪塔公主海岸，屬於耶爾斯維克山脈的一部分，由挪威製圖師根據該國探險隊拍攝的測量和空中照片繪入地圖，現時由南極條約體系管理。